# Almas
Almas és una localitat de São Tomé i Príncipe. Es troba al districte de Mé-Zóchi, al nord-est de l'illa de São Tomé. La seva població és de 1.050 (2008 est.).

## Evolució de la població
| 2001 | 2008  |
| 921  | 1.050 |